# Monica Casaletto
Monica Casaletto (Pavia, 24 febbraio 1968) è una politica italiana.

## Biografia

### Elezione a senatore
Nel 2013 viene eletta senatrice della XVII legislatura della Repubblica Italiana nella circoscrizione Lombardia per il Movimento 5 Stelle. Sostituisce la collega Maria Mussini come Segretario del gruppo M5S al Senato dal 30 settembre 2013 al 9 gennaio 2014.
A seguito delle sue dimissioni dal Senato insieme a quattro colleghi: Maurizio Romani, Maria Mussini, Laura Bignami e Alessandra Bencini viene espulsa dal Movimento 5 Stelle.
Aderisce insieme alla senatrice Alessandra Bencini alla componente del gruppo misto ''Italia Lavori in Corso" (ILIC) dei 4 senatori espulsi capeggiati da Luis Alberto Orellana (Lorenzo Battista, Fabrizio Bocchino, Francesco Campanella oltre l'ex GAPP ed ex M5S Paola De Pin) e non al Movimento X (MX) dei colleghi senatori dimissionari.
Insieme ad altri parlamentari espulsi o fuoriusciti dal Movimento, ha contribuito a versare quote di diaria in attività benefiche.
Il 22 dicembre 2015, infine, abbandona il gruppo misto e aderisce al gruppo parlamentare di centro-destra "Grandi Autonomie e Libertà-Unione dei Democratici Cristiani e dei Democratici di Centro".
Lasciato il Movimento 5 Stelle, ha aderito a ItalExit, candidandosi per il consiglio comunale di Monza alle elezioni amministrative del 2022, ma ottiene 15 voti di preferenza, non riuscendo ad essere eletta.